# Szojuz TM–28
Szojuz TM–28 a Szojuz–TM sorozatú orosz háromszemélyes szállító űrhajó űrrepülése volt 1998-1999-ben. Csatlakozását követően a mentőűrhajó szerepét látta el. A 37. személyzetes űrhajó a Mir űrállomáson.

## Küldetés
Feladata váltószemélyzet szállítása volt a Mir űrállomásra, a hosszú távú űrrepülés folytatásához.

## Jellemzői
Tervezte a (oroszul: Головное контрукторское бюро – ГКБ)). Gyártotta a (oroszul: Закрытое акционерное общество). Üzemeltette az Orosz Űrügynökség.
1998. augusztus 13-án a bajkonuri űrrepülőtér indítóállomásról egy Szojuz–U juttatta Föld körüli, közeli körpályára. Hasznos terhe 7150 kilogramm, teljes hossza 6,98 méter, maximális átmérője 2,72 méter. Önálló repüléssel 14 napra, az űrállomáshoz csatolva 6 hónapra tervezték szolgálatát. 
Augusztus 15-én az űrállomást automatikus vezérléssel megközelítette, majd sikeresen dokkolt. Szeptember 15-én Padalka és  Avgyejev az első űrsétát (kutatás, szerelés) hajtották végre, a sérült Szpektr modulban új kábeleket csatoltak a napelemekre. A második űrséta alatt elindították a Szputnyik–41 mini amatőr rádiós műholdat. Kipakolták a teherűrhajó (M–40) áruját (üzemanyag, szárazáru, csereeszközök, alkatrészek), illetve bepakolták a felgyülemlett hulladékot.
1999. február 28-án hagyományos visszatéréssel, Arkalik (oroszul: Арқалық) városától mintegy 58 kilométerre ért Földet.

## Személyzet
(zárójelben az űrrepülések száma)

### Indításkor
- Gennagyij Padalka (1), parancsnok
- Szergej Vasziljevics Avgyejev (3), fedélzeti mérnök
- Jurij Baturin (1), kutatóűrhajós, az első orosz politikus a világűrben.

### Leszálláskor
- Gennagyij Padalka (1)
- Ivan Bella (1) – Szlovákia

### Tartalék személyzet
- Szergej Viktorovics Zaljotyin parancsnok
- Alekszandr Jurjevics Kaleri fedélzeti mérnök
- Oleg Valerjevics Kotov kutatóűrhajós